# Dana Gioia

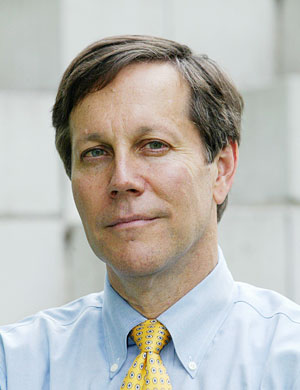
Dana Gioia

Michael Dana Gioia (* 24. Dezember 1950 in Hawthorne/Kalifornien) ist ein US-amerikanischer Lyriker, Essayist und Literaturkritiker.
Gioia studierte Literatur an der Stanford University (Bachelor 1973) und bis 1975 vergleichende Literaturwissenschaft bei Robert Fitzgerald und Elizabeth Bishop an der Harvard University 1977 erwarb er an der Stanford University den Grad eines Master of Business Administration. Danach begann er bei General Foods in White Plains zu arbeiten und stieg dort bis zum Vizepräsidenten auf.
Bereits in dieser Zeit veröffentlichte er Gedichte und Essays in Zeitschriften, insbesondere im The New Yorker und in der The Hudson Review.  Sein erster Gedichtband Daily Horoscope erschien 1986. 1991 erschien im The Atlantic Monthley sein Essay Can Poetry Matter. Dieser war titelgebend für seine erste Essaysammlung Can Poetry Matter?: Essays on Poetry and American Culture, die 1992 unter den Finalisten des National Book Critics Award für Kritiken war. Ebenfalls 1991 erschien sein zweiter Gedichtband The Gods of Winter.
1992 gab er seine Arbeit bei General Foods auf, um sich ganz der Literatur zu widmen. Es entstanden weitere Lyrik- und Essaybände. Außerdem schrieb Gioia zwei Opernlibretti (Nosferatu, 1998 und Tony Caruso's Final Broadcast, 2008), übersetzte Eugenio Montales Mottetti (1990), war Mitherausgeber von zwei Anthologien italienischer Lyrik und Herausgeber von vier Textbüchern für den Literaturunterricht. Mit Interrogations at Noon gewann er 2002 den American Book Award.
2001 organisierte Gioa in Santa Rosa die Konferenz Teaching Poetry, die der Förderung des Hochschulunterrichts für Lyrik gewidmet war. Daneben unterrichtete er als Gastautor u. a. am Colorado College, der Johns Hopkins University, am Sarah Lawrence College, der Mercer University und der Wesleyan University. Von 2003 bis 2009 leitete er das National Endowment for the Arts. 2011 wurde er Judge Widney Professor of Poetry and Public Culture an der University of Southern California. Im Jahr 2015 wurde er als Poet Laureate des Staates Kalifornien geehrt.

## Werke
- Daily Horoscope (Graywolf Press, 1986)
- The Gods of Winter (Graywolf Press, 1991)
- Can Poetry Matter? Essays on Poetry and American Culture (Graywolf Press, 1992)
- Interrogations at Noon (Graywolf Press, 2001)
- Barrier of a Common Language: An American Looks at Contemporary British Poetry (University of Michigan Press, 2003)
- Disappearing Ink: Poetry at the End of Print Culture (Graywolf Press, 2004)
- Pity the Beautiful (Graywolf Press, 2012)
- 99 Poems: New & Selected (Graywolf Press, 2016)

## Weblink
- Homepage von Dana Gioia